# 圣约瑟夫 (特立尼达和多巴哥)

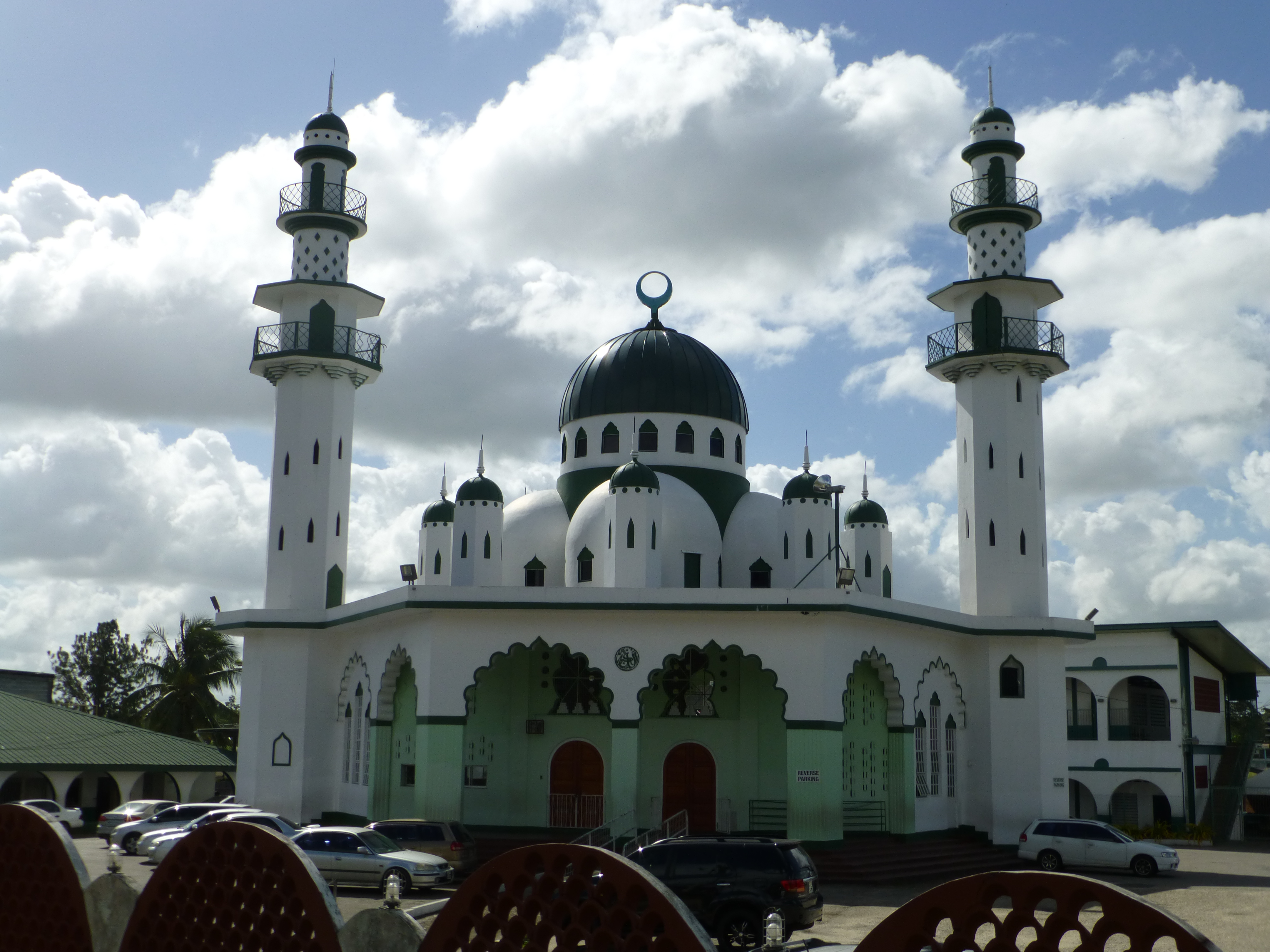

圣约瑟夫（英語：Saint Joseph）是加勒比海岛国特立尼达和多巴哥特立尼达岛上的一座城镇，行政上由图纳普纳-皮亚尔科地区管辖，由西班牙探险家安东尼奥·德·贝里奥始建于1592年，也是该国最古老的城镇。2011年人口8,001人。它曾是西属特立尼达岛的首府。